# 短翼複齒脂鯉
短翼複齒脂鯉為輻鰭魚綱脂鯉目琴脂鯉亞目複齒脂鯉科的其中一種，為熱帶淡水魚，分布於非洲塞內加爾河、甘比亞河、尼日河及白尼羅河等流域，本魚體灰色，吻圓，背部顏色較深，腹部略白，眼睛淡紅色，體長可達59公分，棲息在底中層水域，偏愛流動的水，以植物及其附著生物為食，生活習性不明，可做為食用魚。

## 扩展阅读
維基物種上的相關：短翼複齒脂鯉